# 韓壽 (前燕)
韓壽，遼東郡人，五胡十六国時代前燕官员。
他在统治辽西、辽东的慕容部首領慕容廆效力。319年十二月，当宇文部大人宇文遜昵延率领数十万士兵攻打棘城时，慕容部内外人心動揺。慕容廆向守卫徒河的庶子慕容翰求助，慕容翰派使者说：“遜昵延（宇文遜昵延）举国来寇。敌众我寡，易于智取，难以力敌。现城中军队，足以防御，翰请求作为外面的奇兵，伺机攻击，内外奋战，使敵惊骇而不知防备，定能获胜。如果现在兵力集中，敵人便专心攻城，不是上策。且这是向部下表示内心的怯惧，恐怕还没作战，士气就要丧失。” 慕容廆怀疑儿子是因为怯懦而拒绝参战，韩寿進言道：“遜昵延（宇文遜昵延）虽然勢力很大，但将领骄纵，士卒惫惰，军纪松散，若用奇兵突襲，出其不意，是必胜的策略。”慕容廆同意慕容翰留在徒河。当慕容廆率领大军出发的时候，宇文遜昵延慌忙全軍出击，慕容翰率领别支在城外等候，于是趁机奇襲宇文遜昵延的大营，将其烧毁。宇文部軍陷入了极大的混乱，于是惨败，被迫全面撤退。
321年十二月，东晋封慕容廆为辽东公，韩寿被任命为别駕。333年六月，慕容廆去世，嫡子慕容皝继位。337年九月，慕容皝在群臣的劝进下，即位为燕王。他建立了官僚机构。韓寿被任命为司马，成为列卿将军中的一员。
其后升任左長史。342年十一月，慕容皝亲率四万大军征讨高句丽，韓寿随军。前燕军在木底击败了故国原王率领的主力，韓寿杀死了敌将阿佛和度加。前燕军乘胜追击，攻占了高句丽国都丸都城。故国原王单騎逃走，其母周氏及夫人被俘。随后，慕容皝准备返回，韩寿说：“高句丽之地不宜留兵戍守，如今国主逃亡，民众流散，潜伏在山谷之中。一旦我方大军离开，他们一定会聚集残部，恢复实力，再次造成祸患。我请求用车载上高钊（故国原王）父亲（美川王）的尸体、用囚车载上高钊母亲带回我国，等高钊自缚来归降，然后把国家交还给他，以恩信抚慰，这是上策。”慕容皝听从了他的建议，发掘了元王的父亲美川王乙弗利的坟墓，用车运载尸体，收缴府库中的财宝，掳获男女民众五万多人，焚毁高句丽王的宫室，又毁坏丸都城郭，然后返回。
343年二月，故国原王派遣弟弟出使慕容皝，许诺称臣归附，并献上数千貢物。美川王的尸体被送回，但他的母亲周氏却依然被扣为人质。